# Lygromma valencianum
Espèce
Lygromma valencianum est une espèce d'araignées aranéomorphes de la famille des Prodidomidae.

## Distribution
Cette espèce est endémique de l'État de Carabobo au Venezuela. Elle se rencontre vers Valencia.

## Description
Le mâle syntype mesure 3 mm.
Le mâle décrit par Platnick et Shadab en 1976 mesure 3,67 mm.

## Systématique et taxinomie
Cette espèce a été décrite par Simon en 1893.

## Étymologie
Son nom d'espèce lui a été donné en référence au lieu de sa découverte, Valencia.

## Publication originale
- Simon, 1893 : « Arachnides. Voyage de M. E. Simon au Venezuela (décembre 1887 - avril 1888). 21e Mémoire. » Annales de la Société Entomologique de France, vol. 61, p. 423-462 (texte intégral).